# Reciclado mecánico
El reciclado mecánico consiste en un proceso físico en el que plástico  luego de ser utilizado en procesos industriales, se vuelve a poner en circulación para su reutilización. Este proceso de reciclado es el más usado actualmente. 
Existen dos fuentes para la obtención de residuos plásticos.
1. RSU: Plásticos obtenidos de residuos sólidos urbanos.
2. SCRAP: Residuos plásticos sobrantes de procesos industriales. Su proceso de reciclaje es más simple debido a que su composición está en estado puro y homogéneo, ya que no posee más tipos de plásticos. 
Existen tres tipos de clasificación de residuos plásticos, según su grado de organización:
A.	Residuos simples: Plásticos previamente diferenciados por tipos.
B.	Residuos mixtos: Varios tipos de plásticos mezclados.
C.	Residuos mixtos combinados con otros residuos: Varios tipos de plásticos mezclados y combinados con otros residuos como metal, papel y cartón.

## Proceso
El proceso a realizar para el reciclado mecánico, es en su mayor parte, el mismo para los diferentes tipos de plásticos, existiendo diferencias en cuanto a la forma en que llegan a la planta de reciclado.

### 1. Acopio de material
Es la primera parte del proceso, en el cual se obtiene el material que se desea reciclar por medio del acopio o recolección de los residuos, los cuales consisten en botellas plásticas o PET. Este se realiza dirigiéndose a puntos fijos de acumulación (centros de reciclaje, basurales, etc.) o por medio de recorridos. Para que el proceso de reciclado mecánico proceda de forma efectiva y sin cortes de materia prima, es indispensable que en esta etapa se realice el suministro necesario para la realización del proceso.

### 2. Pacado
Este paso se utiliza generalmente en empresas de un tamaño considerable, que creen necesario este proceso para un procedimiento más manejable y cómodo. Este consiste en la reducción del volumen del material de acopio, recolectado en el proceso anterior, en el que por medio de un prensado se pueda hacer más fácil y práctico el proceso de transporte y almacenamiento, el resultado del pacado o compactación de los residuos plásticos es llamado “pacas”. Este proceso tiene un grado de complejidad elevado debido a las propiedades de recuperación elástico-plástica de las botellas, ya que este material tiende a volver a su forma original. 
En el siguiente paso del proceso, existen dos formas para poder continuar con el procedimiento, una consiste en que las pacas al llegar a la planta de reciclado sean directamente abiertas, molidas y luego pasadas al proceso de separación, obteniendo un material no homogéneo, debido a que no existió un proceso previo de separación y eliminación de residuos ajenos al plástico a reciclar antes de moler el material. La otra alternativa ocurre, cuando no existe un proceso anterior de pacado luego del acopio, por lo que llegan las botellas plásticas sin pacar a la planta de reciclado, en manera de botellas sueltas, de esta forma pudiendo realizar óptimamente la separación del material ajeno a los residuos plásticos, teniendo como resultado un material más puro, para luego proceder a moler los residuos. Por lo tanto, teniendo distintas maneras de proceder dependiendo de la forma en que llega el residuo plástico a la planta de reciclado, procediendo con los pasos de separación y molido de manera inversa en cada caso.

### 3. Separación / Molido

#### Separación
Es la identificación y clasificación visual y manual en la que el material es dispuesto para su diferenciación en una cinta transportadora. Separando el material a reciclar (PET) entre distintos tipos de plásticos o polímeros y entre residuos de distinto material, como lo son las tapas y etiquetas de las botellas plásticas, productos con más tipos de plásticos en su composición, envases plásticos metalizados, broches, metales, vidrio, papel, etc. de modo de obtener un residuo plástico más puro y homogéneo posible. La importancia de este proceso radica en que si el material final no fuera homogéneo, y existiesen otros tipos de residuos incorporados en él, esto entorpecería el buen funcionamiento del proceso de reciclado posterior, además de no obtener un producto final de buena calidad. Este trabajo manual debe su eficiencia a la práctica y criterio del sujeto que lo realiza, y la calidad del plástico se la debe a la fuente de obtención del residuo, ya que con la selección selectiva se obtiene un material más puro, a diferencia del obtenido en los basurales. En la actualidad existen nuevos métodos diferentes al tradicional en el que se realiza la separación de material de manera manual, ya que existen métodos de separación automatizada, como la diferenciación de materiales por diferencias de gravedad, difracción de rayos x y disolución en solventes. Otra forma de realizar el procedimiento de separación, es por medio de sistemas de flotación, mediante equipos "Sink and Float" a burbujeo, o simplemente en tinas de flotación vibratorias con bandas transportadoras, en el que se introduce el material plástico a la tina de flotación con agua, en el que el residuo plástico al tener mayor densidad que el agua se hunde en la tina y en el fondo de esta es recogido mediante un “tornillo sinfín”, el cual lo transporta a la siguiente fase del proceso, los pequeños elementos anexos al material a reciclar como resultado de este método, flotan en el agua debido a su baja densidad y tamaño,  el cual es recogido por paletas que arrastran desde la superficie el material plástico a la siguiente fase.

#### Molido
El material es molido y reducido de tamaño hasta ser fragmentado en piezas pequeñas de tamaño similar, de modo que facilita su manejo y proceso posterior. El tamaño de las piezas obtenidas depende del tipo de tecnología utilizada,  existen varios tipos de tecnología y la utilización de una en particular depende del tamaño de las piezas plásticas a las que se desea llegar, por lo que se pueden obtener "hojuelas" plásticas de un cuarto de pulgada, para lo que se utiliza un molino encargado de moler el material plástico. El tamaño de las piezas plásticas puede llegar a ser polvo fino, para lo que se necesita una cámara criogénica que funciona mediante nitrógeno líquido, el cual se encarga de debilitar los residuos plásticos hasta lograr el material fino. Este último tipo de tecnología posee un precio bastante alto y se utiliza en procesos específicos de reutilización del plástico, como el control de niveles de acetaldehído en el proceso de soplado de botellas.
El procedimiento a realizar luego de moler el plástico en el caso de que los residuos hayan sido previamente pacados, corresponde a la separación de los distintos tipos plástico y de residuos de distinto material, a diferencia del proceso en que los residuos a reciclar correspondan a botellas plásticas sin pacar, en el que el proceso de separación corresponde al proceso previo a moler el material, existiendo un intercambio en el orden los pasos. En ambos casos, el paso siguiente es el lavado del material fragmentado.

### 4. Lavado
Después de ser separados y molidos los residuos plásticos, estos son lavados mediante un baño con agua y sosa cáusica, de modo de eliminar todo tipo de impurezas superficiales, debido a que los residuos plásticos están contaminados generalmente con comida, papel, piedras, polvo, aceite, solventes, pegamento, y cualquier tipo de suciedad superficial que haya estado en contacto con la superficie de la botella plástica. Cuando el material plástico posee una contaminación más elevada que no puede ser lavada mediante un baño de agua, es necesario el uso de un método que involucra la utilización de hidrociclones, el cual consiste en que el plástico contaminado se introduce en estos, y al ser de un material de menor densidad y más ligero debido al proceso de molido anterior, este flote en el agua, y de esta forma sea captado y expulsado. En este procedimiento el material plástico desciende hacia fondo del equipo. Luego de realizado el proceso de lavado el residuo plástico es llamado "hojuelas" o granulado limpio. 
Para que este proceso sea sustentable se debe tratar el agua luego de usarla para la limpieza, para así poder reutilizarla o devolverla a un efluente, sin ocasionar impactos ambientales, es debido a esto que está prohibido el uso de detergentes en el proceso de lavado, para que exista un buen comportamiento del agua en el tratamiento para su reutilización. En cambio se está permitido el uso de sosa cáusica en concentraciones menores, esta además tiene la particularidad de que la sosa cáusica remanente den disolución se puede reutilizar en nuevos lavados, reponiendo la cantidad que se pierde en el proceso de lavado.

### 5. Secado
Es la parte del proceso en que se elimina el excedente de agua del material plástico fragmentado luego de ser lavado, este proceso puede realizarse mediante un secador centrifugado, al cual se le introduce el material, y luego elimina la humedad por medio de las paredes externas del equipo, otra alternativa para el secado del residuo plástico es la utilización de secadores de aire, el cual puede ser caliente o frío, y de esta manera poder encargarse de eliminar la humedad sobrante del material hasta límites permitido al circular el aire por los fragmentos de plástico húmedo. 
En el proceso de reciclado mecánico han surgido diversos equipos y maquinarias que generan distintas oportunidades para seguir en los distintos procedimientos hasta obtener el resultado final de reciclado, existiendo diversas alternativas de sistemas simultáneos, existiendo máquinas para el procedimiento de secado que combinan los dos métodos mencionados anteriormente, en el que el material es dispuesto para su centrifugación, a la vez que circula el aire por los residuos. De esta misma manera es como existen procesos que conjugan la etapa de molido con la de lavado, la de lavado con la de secado, entre otras, siendo alternativas a las etapas del proceso de reciclado mecánico.
Este proceso corresponde al final de reciclado mecánico para los residuos plásticos o “escamas” que van a ser comercializados y reutilizados para usarse en el método de modelado por inyección, extrusión, compresión o termo formación, en el que no es necesario el proceso posterior que consiste en la modificación de la forma del material, ya que se usa el plástico directamente para su consumo.

### 6. Aglutinación
Luego del secado del granulado, "hojuelas" o "escamas", puede ser comercializado el material directamente como es el caso del método de modelado por inyección, o de lo contrario convertirse en "pellet" para ser materia prima de nuevos productos, en este caso la idea es reducir el volumen del material mediante un aglutinador, para así poder mandarlos a una máquina extrusora. El aglutinador es una máquina rotativa a la cual se le introduce el material a compactar, y estos al generar un roce con la pared de la máquina, se produce un aumento de temperatura lo que provoca el ablandamiento y posterior unificación del material entre sí, formando una sola masa plástica.

### 7. Extrusión

Máquina extrusora

Luego de formar la masa plástica en el aglutinador, se requiere un proceso de homogeneización de este material, por lo que se introduce en una máquina extrusora, la cual funde el plástico para lograr este resultado, en el que la resina alimentada del plástico o polímero es reblandecida por el aumento de temperatura generado por resistencias eléctricas y la fricción del "husillo", el cual corresponde a un elemento giratorio que se encuentra dentro de la máquina extrusora. El producto resultante sale de la máquina bajo presión por el cabezal que corresponde a una matriz metálica denominada “dado”, la cual le otorga la forma definida y sección transversal constante al producto que se encuentra en forma indefinida de masa dentro de la extrusora, obteniendo la forma de un “espagueti”, a este se le disminuye la temperatura con un baño de agua fría y de esta manera solidificar el material, para posteriormente poder fragmentarlo con un granulador formando así "pellet" plásticos, y poder ser reutilizados de manera práctica como materia prima para nuevos usos. Este proceso es un procedimiento de carácter continuo, ya que el producto en todo instante del procedimiento ocasiona un resultado invariable trabajando de manera normal.
En el proceso tradicional del reciclado mecánico, la etapa de la extrusión es el procedimiento final, quedando como resultado en forma de pellet, pero actualmente los avances tecnológicos y las demandas comerciales han permitido incorporar el material plástico granulado, lavado y secado, siendo este último la etapa final en estos casos, en el que al material se le es llamado “hojuelas”, "escamas" o “flakes de PET”, incorporándolos directamente a estos nuevos procesos industriales, para la fabricación de fibras, filamentos, películas de termoformado, etc. 
En la actualidad ya no es necesario llegar siempre al desarrollo del plástico reciclado en forma de pellet, ya que existen dos alternativas de reciclado mecánico, y se puede llegar a este directamente por medio “hojuelas”, plásticos fragmenados, limpios sin mayor transformación.

## Ventajas
- Las plantas de reciclado mecánico requieren menos dineros que las plantas de reciclados químico.
- El reciclado aguado no contamina el medio ambiente, debido a que el agua utilizada para la limpieza de los residuos plásticos es posteriormente tratada para su reutilización o para ser emanados hacia efluentes de manera limpia.
- El reciclado mecánico produce mayores ganancias para el producto final, utilizando plástico reciclado de materia prima, que al producir de manera tradicional botellas plásticas. Debido a que el costo del plástico como materia prima es menor si se reutiliza por reciclado mecánico, que si se genera.
- El proceso de reciclado mecánico produce fuentes de trabajo en las distintas etapas.
- El material resultante del reciclado mecánico posee un mercado, como producto final o como materia prima para nuevos productos finales. Siendo su principal área de mercado actualmente la asiática.